# Fausta impatiens
Fausta impatiens är en tvåvingeart som beskrevs av Robineau-desvoidy 1863. Fausta impatiens ingår i släktet Fausta och familjen parasitflugor.
Artens utbredningsområde är Frankrike. Inga underarter finns listade i Catalogue of Life.